# Мерл Дандриџ
Мерл Дандриџ (енгл. Merle Dandridge; Окинава, 31. мај 1971) америчка је глумица и певачица.

## Биографија
Рођена је 31. маја 1971. године у Окинави. Мајка јој је делом Јапанка и делом Корејка, а отац Афроамериканац. Преселила се из Јапана у Сједињене Америчке Државе са родитељима због очевог посла, а живели су у ваздухопловној бази Бил у Калифорнији пре него су се настанили у ваздухопловној бази Офат у Белвјуу, где је провела већину свог детињства.

## Филмографија
| Улоге Мерлд Дандриџ |                                     |               |                |              |
| Година              | Српски назив                        | Изворни назив | Улога          | Напомена     |
| 2003.               | Ејнџел                              |               | Лејси          | 1 епизода    |
| 2003.               | Морнарички истражитељи              |               | Марси Карадерс | 1 епизода    |
| 2005.               | Усмеравајуће светло                 |               | адвокатица     | 1 епизода    |
| 2010.               | 24                                  | 24            | Кристен Смит   | 1 епизода    |
| 2010.               | Истражитељи из Мајамија             |               | Стејси Гарет   | 1 епизода    |
| 2011.               | Лажи ме                             |               | Џил Отингер    | 1 епизода    |
| 2011—2012.          | Синови анархије                     |               | Рита Рузвелт   | 6 епизода    |
| 2012.               | Злочиначки умови                    |               | Лин Брукс      | 1 епизода    |
| 2012—2013.          | Редакција                           |               | Марија Гереро  | 2 епизоде    |
| 2013.               | Никита                              |               | Зои            | 1 епизода    |
| 2014.               | Менталиста                          |               | Лидија Фолк    | 1 епизода    |
| 2014.               | Морнарички истражитељи: Лос Анђелес |               | Никол Бордерс  | 1 епизода    |
| 2015.               | Одела                               |               | Лија           | 1 епизода    |
| 2020.               | Стјуардеса                          |               | Ким Хамонд     | 8 епизода    |
| 2022—2024           | Ватрогасна станица 19               |               | Наташа Рос     | главна улога |
| 2023.               |                                     |               | Марлин         | 9 епизода    |